# Nicola Tiggeler

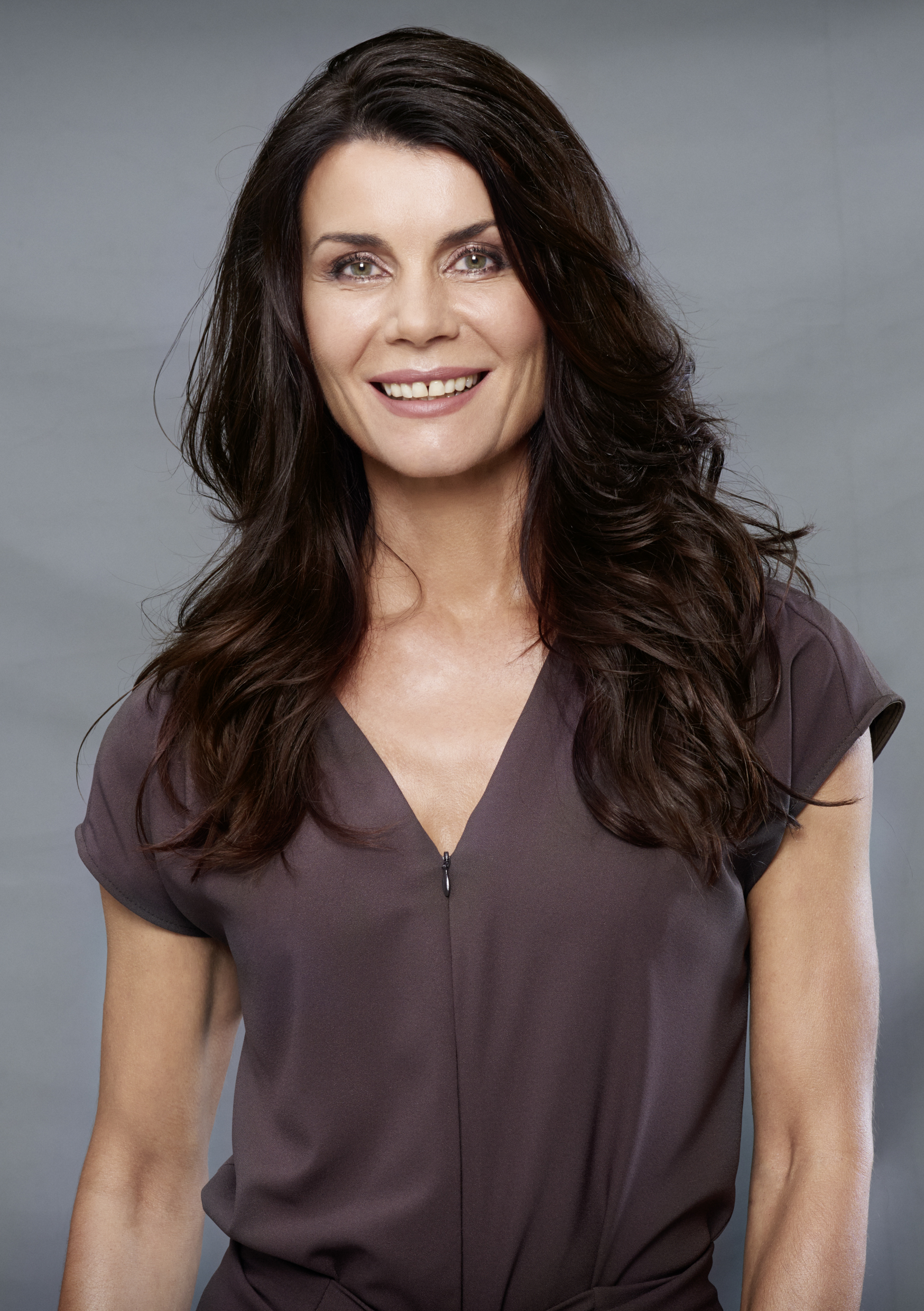
Nicola Tiggeler (2017)

Nicola Tiggeler (* 1. April 1960 in Hannover) ist eine deutsche Schauspielerin, Sprecherin und Schauspielpädagogin.

## Leben

### Ausbildung und Gesangskarriere
Nicola Tiggeler ist die Tochter des Opernregisseurs Steffen Tiggeler (1931–2013) und einer Geigerin. Sie sang bereits im Vorschulalter erste Rollen an der Staatsoper Hannover. Nach dem Abitur im Internat Salem studierte sie von 1978 bis 1985 an der Hochschule für Musik und Theater Hamburg bei Judith Beckmann. Im Sommer 1980 war sie bei den Eutiner Festspielen eine der Brautjungfern in der Oper Der Freischütz. In einer Aufführung der Opernklasse der Hamburger Musikhochschule sang sie 1984 die Rolle des Satyrs in La Calisto. 1984 sang sie die Mrs. Nolan in The Medium in einer Aufführung des Opernstudios der Hochschule für Musik und Theater Hamburg. 1986 machte sie ihr Diplom als Opernsängerin und Gesangslehrerin.
Ihr Bühnendebüt als professionelle Darstellerin gab sie an der Staatsoper Hannover – in einer Inszenierung der Oper Die Hochzeit des Figaro. Es folgten Bühnenengagements am Theater Augsburg (1986–1992; dort u. a. 1989 als Zweiter Knappe in Parsifal und 1990 als Anna in Dido und Aeneas von Francesco Cavalli), am Thalia-Theater in Hamburg sowie bei den Bayreuther Festspielen. In der Spielzeit 1992/93 sang sie am Staatstheater Wiesbaden die Annina in der Oper La Traviata. Seit 1998 ist sie außerdem in vielen Tourneetheater-Produktionen zu sehen.

### Fernsehdarstellerin
1993 gab Nicola Tiggeler in der Krimiserie Der Fahnder ihr Debüt als Fernsehschauspielerin. Bis 1996 spielte sie in 20 Folgen der Serie die Rolle der Yvonne Meineke, der Freundin der Hauptfigur (verkörpert von Jörg Schüttauf). 1995 war sie die Hauptdarstellerin der RTL-Serie Eine Frau wird gejagt, eine deutsche Variante von Dr. Kimble.
Nicola Tiggeler gehörte zur Stammbesetzung verschiedener Fernsehserien wie Happy Holiday (1993), Der Mond scheint auch für Untermieter (1995) und Zwischen Tag und Nacht (1995). Daneben übernahm sie Gastauftritte in Fernsehserien wie Ein Fall für zwei (1998) und SOKO München (1998). In der ZDF-Serie Unser Charly löste sie 2000 Karin Kienzer in der Serienhauptrolle der Michaela Martin ab.
Vom Juni 2006 (Folge 165) bis Dezember 2013 (Folge 1902) spielte Tiggeler, teilweise mit größeren Unterbrechungen, in der Telenovela Sturm der Liebe in mehr als 800 Folgen die Rolle der intriganten Barbara von Heidenberg.

### Sprecherin und Stimmcoach
Neben ihrer Arbeit im Sprech- und Musiktheater, Film und Fernsehen arbeitet Nicola Tiggeler auch als Sprecherin. 1988/89 war sie als Fernsehansagerin für den Süddeutschen Rundfunk tätig. Seit 1997 leiht sie ihre Stimme zahlreichen Hörspielproduktionen.
Seit 1998 arbeitet sie außerdem als Lehrerin für Schauspiel, Gesang, Stimmbildung und Sprecherziehung. Im Rahmen dieser Tätigkeit erhielt sie verschiedene Lehraufträge, so an der Hochschule für Musik und Tanz in Hamburg und an der Hochschule für Musik und Theater München. Zudem ist sie seit 2004 als Sprachcoach an der Bayerischen Staatsoper tätig.
Als Stimm- und Präsenzcoach arbeitet sie mit Führungskräften und Persönlichkeiten aus Wirtschaft, Politik, Moderation und Sport im deutschsprachigen Raum.

### Privatleben

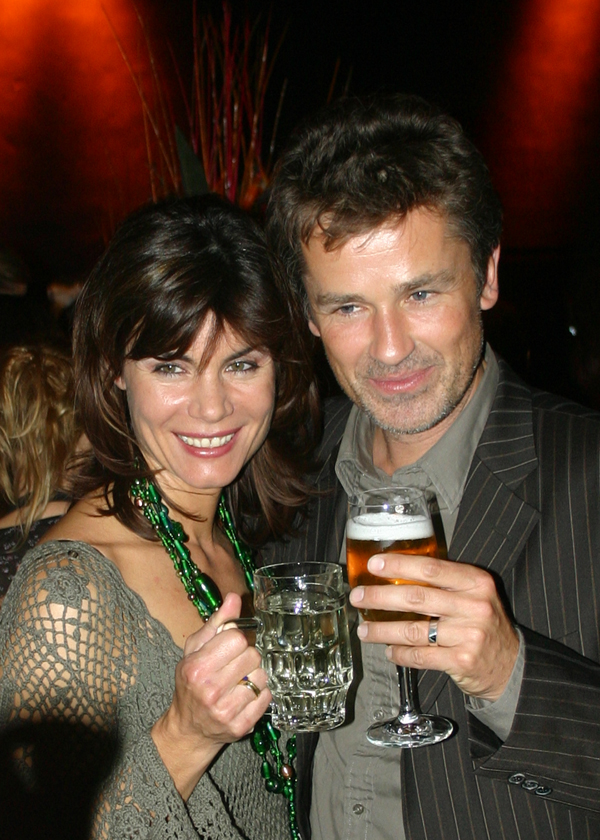
Nicola Tiggeler und Timothy Peach (2006)

Während ihres Theaterengagements in Augsburg lernte Nicola Tiggeler den Schauspielkollegen Timothy Peach kennen, mit dem sie seit 1988 verheiratet ist. Beide sind auch Botschafter des SOS-Kinderdorf e. V.
Nicola Tiggeler und Timothy Peach leben in München und haben zwei Kinder.

## Filmografie
- 1993–1994: Happy Holiday (Fernsehserie, 13 Folgen)
- 1993–1996: Der Fahnder (Fernsehserie, 20 Folgen)
- 1993: Wie würden Sie entscheiden? (Fernsehserie, 1 Folge)
- 1994: Wildbach (Fernsehserie, 1 Folge)
- 1994: Stadtklinik (Fernsehserie, 2 Folgen)
- 1994: Weißblaue Geschichten (Fernsehserie, 1 Folge)
- 1995: Zwischen Tag und Nacht
- 1995: Der Mond scheint auch für Untermieter
- 1995: Eine Frau wird gejagt
- 1998: Zwei Brüder (Fernsehserie, 1 Folge)
- 1998: Für alle Fälle Stefanie (Fernsehserie, 1 Folge)
- 1998: Ein Fall für Zwei (Fernsehserie, Folge: Nur der Sieg zählt)
- 1998: SOKO München (Fernsehserie, 1 Folge)
- 1998: Inseln unter dem Wind
- 1999–2004: In aller Freundschaft (Fernsehserie, 2 Folgen, verschiedene Rollen)
- 1999: Medicopter 117 – Jedes Leben zählt (Fernsehserie, 1 Folge)
- 1999: Alphateam – Die Lebensretter im OP (Fernsehserie, 1 Folge)
- 1999: Ritas Welt (Fernsehserie, Folge: Ein Freund der Familie)
- 1999: Benzin im Blut
- 1999: Schwarz greift ein (Fernsehserie, 1 Folge)
- 2000: Bei aller Liebe (Fernsehserie, 1 Folge)
- 2000: Dr. Stefan Frank – Der Arzt, dem die Frauen vertrauen (Fernsehserie, Folgen: Schmerzensgeld, Verlust der Gefühle, Das Schweigen der Liebe)
- 2000: St. Angela (Fernsehserie, Folge: Der erste Tag)
- 2000–2002: Unser Charly (Fernsehserie, 29 Folgen)
- 2003: Tierarzt Dr. Engel (Fernsehserie, 1 Folge)
- 2005–2016: Die Rosenheim-Cops (Fernsehserie, 3 Folgen, verschiedene Rollen)
- 2005: Inga Lindström: Sprung ins Glück
- 2006–2007, 2008–2009, 2010–2011, 2013: Sturm der Liebe (Fernsehserie, 825 Folgen)
- 2010: Ein Haus voller Töchter
- 2011: Geschichten aus den Bergen (Fernsehreihe, 1 Folge)
- 2012: Ein Drilling kommt selten allein
- 2012: Die Garmisch-Cops (Fernsehserie, Folge: Happy End mit Leiche)
- 2014–2018: Um Himmels Willen (Fernsehserie, 2 Folgen, verschiedene Rollen)
- 2018: Rosamunde Pilcher – Das Vermächtnis unseres Vaters
- 2018: Hubert ohne Staller (Fernsehserie, Folge: Der Pferdeflüsterer)